# Буський парк
Бу́ський парк (Парк імені Івана Франка) — парк-пам'ятка садово-паркового мистецтва загальнодержавного значення в Україні. Розташований у центральній частині міста Буська Львівської області.
Площа 8 га. Природоохоронний статус присвоєно в 1960 році (сучасний статус — згідно з наказом Міністерства екології та природних ресурсів від 29.11.2011 р, № 495). Перебуває у віданні Буського комбінату комунальних підприємств.
Статус парку-пам'ятки садово-паркового мистецтва надано з метою збереження старовинного парку, закладеного в XVII ст, у якому зростає багато вікових дерев. Через парк тече річка Західний Буг, до якої при західній частині парку впадає річка Полтва. Поруч зі східною частиною парку розташований Палац Бадені.